# Elezioni parlamentari in Repubblica Ceca del 1990
Le elezioni parlamentari in Repubblica Ceca del 1990 si tennero l'8 e il 9 giugno per il rinnovo del Consiglio nazionale ceco. In seguito all'esito elettorale Petr Pithart, espressione di Forum Civico, divenne Presidente del Governo.

## Risultati
| Liste                                                                     | Voti      | %     | Seggi |
| ------------------------------------------------------------------------- | --------- | ----- | ----- |
| Forum Civico                                                              | 3 569 201 | 49,50 | 124   |
| Partito Comunista di Cecoslovacchia                                       | 954 690   | 13,24 | 33    |
| Movimento per la Democrazia Autonoma - Società per la Moravia e la Slesia | 723 609   | 10,03 | 23    |
| Unione Cristiana e Democratica - Partito Popolare Cecoslovacco            | 607 134   | 8,42  | 20    |
| Alleanza dei Contadini e degli Agricoltori                                | 296 547   | 4,11  | –     |
| Socialdemocrazia Cecoslovacca                                             | 296 165   | 4,11  | –     |
| Partito dei Verdi                                                         | 295 844   | 4,10  | –     |
| Partito Socialista Cecoslovacco                                           | 192 922   | 2,68  | –     |
| Blocco Libero                                                             | 75 242    | 1,04  | –     |
| Partito Repubblicano di Cecoslovacchia                                    | 72 048    | 1,00  | –     |
| Raggruppamento Elettorale dei Blocchi di Interesse                        | 60 354    | 0,84  | –     |
| Partito degli Amici della Birra                                           | 43 632    | 0,61  | –     |
| Forum Democratico Cecoslovacco                                            | 23 659    | 0,33  | –     |
| Totale                                                                    | 7 211 047 | 100   | 200   |